# Stenostaura columbiana
Stenostaura columbiana är en fjärilsart som beskrevs av Sergius G. Kiriakoff 1979. Stenostaura columbiana ingår i släktet Stenostaura och familjen tandspinnare. Inga underarter finns listade i Catalogue of Life.